# Sidney Luxton Loney
Sidney Luxton Loney (* 16. März 1860 in Chevithorne, Devon; † 16. Mai 1939 in London) war ein britischer Mathematiker.

## Leben
Er besuchte die Maidstone Grammar School in Tonbridge und erwarb an der Universität London einen Bachelor of Arts. Anschließend studierte er an der University of Cambridge Mathematik. Dort war er am Sidney Sussex College eingeschrieben. Seine Tripos-Prüfungen zum Bachelor schloss er 1882 als 3rd Wrangler ab – also als Drittbester des Jahrgangs. In Würdigung dieser Leistung wurde er drei Jahre später zum Fellow des College gewählt. Diese Position hatte er bis 1891 inne, als er einem Ruf in die Hauptstadt folgte und Professor für Mathematik am Royal Holloway College der Universität London wurde. Loney galt als geduldiger, inspirierender und direkter Dozent. Ein Nachruf der Universität benannte ein ihm eigenes Misstrauen gegenüber Neuerungen und führte weiter aus:

„Den verbissen Progressiven schien er ein unverbesserlicher Reaktionär zu sein. Aber ein Großteil seines Missfallens gegenüber Veränderung entsprang einer Sentimentalität für Tradition und selbst jene, die sich in Fragen der Verfahrensweise von ihm unterschieden, anerkannten und bewunderten seine Hingabe für das College und dessen Interessen.“

Loney verfasste zahlreiche Bücher und Fachartikel, die in teilweise vielfachen Auflagen erschienen. Sein Buch The elements of statics and dynamics aus dem Jahr 1897 gilt noch heute als meistgenutztes Standardwerk zu dem Thema an Universitäten in Südindien. Eines seiner Werke, Plane Trigonometry, beeinflusste maßgeblich die wissenschaftliche Reifung des indischen Wunderkindes Srinivasa Ramanujan. Der damals Elfjährige erhielt das Buch 1899 von Förderern ausgeliehen und arbeitete es binnen zwei Jahren autodidaktisch durch. Es war – abgesehen von schulischen Lehrbüchern – sein erster Kontakt mit einer formal-wissenschaftlichen Publikation.

## Publikationen
- A treatise on elementary dynamics. Cambridge University Press, Cambridge, 1889.
- Mechanics and hydrostatics for beginners. Cambridge University Press, Cambridge, 1893.
- Plane Trigonometry. Cambridge University Press, Cambridge, 1893.
- The elements of coordinate geometry. Macmillan & Co., London, 1895.
- The elements of statics and dynamics. Cambridge University Press, Cambridge, 1897.
- An elementary treatise on the dynamics of a particle and of rigid bodies. Cambridge University Press, Cambridge, 1909.
- An elementary treatise on statics. Cambridge University Press, Cambridge, 1912.